# معاهده تجارت تسلیحات
معاهده تجارت تسلیحات (ATT) یک معاهده چند جانبه است که تجارت بین‌المللی سلاح‌های متعارف را تنظیم می‌کند. این قانون در ۲۴ دسامبر ۲۰۱۴ به اجرا درآمد. ۱۰۱ کشور این معاهده را تصویب کرده‌اند و ۳۴ کشور دیگر نیز فقط آن را امضا نموده اما تصویب نکرده‌اند.
معاهده تجارت تسلیحات تلاشی برای تنظیم تجارت بین‌المللی سلاح‌های متعارف به منظور کمک به صلح بین‌المللی و منطقه ای کاهش رنج انسان و ترویج همکاری، شفافیت و اقدامات مسئولانه در داخل و میان کشورهاست. این پیمان همچنین به دنبال جلوگیری از انتقال غیر قانونی اسلحه به تروریست‌ها و سازمان‌های جنایتکار است که منجر به درگیری های مخرب می شود؛ به خصوص تلاش دارد تا از فروش تسلیحات در شرایطی که شورای امنیت، ممنوعیت های تسلیحاتی وضع کرده است، مانع شود.
معاهده مذکور در شهر نیویورک از تاریخ ۲ تا ۲۷ ژوئیه ۲۰۱۲ در یک کنفرانس جهانی تحت نظارت سازمان ملل مورد مذاکره قرار گرفت. از آنجاکه در آن زمان دستیابی به یک توافق در مورد متن نهایی امکان‌پذیر نبود، نشستی جدید برای کنفرانس از ۱۸ تا ۲۸ مارس ۲۰۱۳ برنامه‌ریزی شد. در ۲ آوریل ۲۰۱۳، مجمع عمومی سازمان ملل متحد معاهده تجارت تسلیحات را تصویب کرد.
برآورد شده‌است که تجارت بین‌المللی سلاح به ۷۰ میلیارد دلار در سال برسد.